# Révolte des Nian
La révolte des Nian (chinois simplifié : 捻军起义 ; chinois traditionnel : 捻軍起義 ; pinyin : niǎnjūn qǐyì ; litt. « révolte de l'armée nian »), appelée aussi parfois révolte des Nien (selon la transcription Wade-Giles) est une révolte armée qui a lieu dans le Nord de la Chine de 1851 à 1868, donc contemporaine de la grande révolte des Taiping (1851-1864) en Chine du Sud. La révolte ne réussit pas à renverser la dynastie Qing, mais elle cause des pertes humaines et une immense dévastation sur le plan économique qui, à long terme, vont mener à l'effondrement du régime en 1912.

## Causes
Niǎn est un mot chinois emprunté au dialecte de huaibei, une forme de mandarin des plaines centrales, qui signifie approximativement « prendre des bâtons d'encens pour honorer le Ciel » (天公, tiāngōng, « roi du ciel »). À l'origine, ce mot était utilisé pour désigner des gangs, groupes ou « bandits ». Le mouvement Nian est créé à la fin des années 1840 par Zhang Lexing, et compte, en 1851, quelque 40 000 hommes. À la différence des Taiping, les Nian n'ont pas initialement d'objectifs clairs, en dehors de leurs critiques contre le régime Qing. Leur slogan est alors « tuer les riches et aider les pauvres ». Mais, après avoir été touchés par une série de catastrophes naturelles, ils prennent les armes contre le régime impérial :
- En 1851, la crue du fleuve Jaune (Huang He) noie des centaines de milliers de kilomètres carrés, causant des morts innombrables.
Le gouvernement Qing commence à s'occuper des dommages ainsi causés par le désastre, mais ne se montre pas capable de fournir une aide efficace, car les finances de l'État sont mal en point, à cause de l'effort de guerre qui vient d'être fourni lors de la récente guerre avec la Grande-Bretagne, ainsi que de la révolte des Taiping qui vient de commencer.
- En 1855, les dommages causés par l'inondation ne sont toujours pas réparés, quand le fleuve déborde de nouveau, noyant des milliers de personnes, et dévastant la fertile province du Jiangsu. Une famine éclate après cette nouvelle catastrophe[5]. Mais à cette époque, le gouvernement Qing s'efforce de négocier un accord avec les puissances européennes, et, les caisses de l'État étant presque vides, le régime ne peut venir en aide aux populations. Cette carence provoque la colère du mouvement Nian, qui blâme les Européens d'aggraver ainsi la situation, et considère de plus en plus la dynastie Qing comme un régime à la fois incompétent et lâche face aux puissances occidentales.

Les politologues Valerie Hudson et Andrea den Boer suggèrent que la révolte a pu être attisée, au moins en partie, par des décennies d'infanticides des filles (causés par les inondations et la misère économique), conduisant à l'existence d'une importante population d'hommes jeunes et frustrés de ne trouver aucune fille à épouser ; selon eux, c'était peut-être jusqu'à 25 % de tous les hommes jeunes de la région qui se trouvaient dans cette catégorie d'« arbres sans fruits »,.

## Déroulement du conflit

### Composition et organisation militaire des Nian
Les rebelles Nian sont dans une large mesure des paysans pauvres et désespérés, qui se sont regroupés en bandes de bandits simplement pour survivre. Cependant, au fur et à mesure que les catastrophes naturelles s'aggravent, ces groupes de bandits deviennent de plus en plus importants et finissent par former des armées capables de défier directement le gouvernement. Néanmoins, l'objectif principal de la plupart des Nian reste le pillage des communautés plus aisées, ainsi que le refus du paiement des impôts Les Nian semblent avoir été influencés par la précédente rébellion du Lotus blanc de 1794 (en), recrutant dans des sociétés secrètes et des sectes telles que le Lotus blanc, et empruntant activement leur terminologie et leurs symboles, par exemple la pratique des serments de fraternité, les cinq couleurs des bannières, les drapeaux avec huit trigrammes et l'utilisation généralisée d'unités de femmes guerrières. Zhang Lexing, le chef de la rébellion, a utilisé le titre de « roi brillant du grand Han », qui rappelle ceux utilisés par les chefs du Lotus blanc. Cependant, malgré cette influence, les motifs religieux n'ont également que peu d'importance pour les rebelles Nian, contrairement aux Taiping. En effet, même si les rebelles du Lotus blanc ont parfois combattu aux côtés de groupes Nian, ces derniers les attaquent parfois dans l'espoir de les piller. En règle générale, les groupes Nian du Henan sont restés plus proches de simples bandits dans leur mode d'action que ceux de l'Anhui. Selon l'historienne Elizabeth J. Perry, dans l'ensemble, le mouvement Nian « est resté principalement l'expression de banales stratégies de survie ». Ils n'ont jamais été révolutionnaires et, en dehors des slogans appelant à la mort des fonctionnaires et des riches et exprimant l'espoir d'une société plus juste, ils n'ont pas d'objectifs clairs et bien définis. Si certaines armées Nian sont devenues de véritables mouvements rebelles, c'est surtout en raison des ambitions de certains dirigeants Nian qui veulent prendre le pouvoir.
Les Nian utilisent la cavalerie en partie pour faciliter le pillage, ce qui permet de soutenir à la fois les soldats Nian et leurs communautés d'origine. Militairement le contraste est grand entre cette cavalerie mobile et les tactiques purement défensives des Nian, basées sur les auto-proclamées « communautés murailles-de-terre » qu'ils contrôlent. Le soutien de la paysannerie s’avère crucial et fourni la véritable base du pouvoir Nian.

### Premiers succès des Nian
En 1851, les Nian commencent à piller les greniers à grains et les caches d'argent des villages. Lors de la prise de Nankin par les Taiping, certains dirigeants nian cherchent à s'allier avec ces derniers. Mais même si Hong Xiuquan accorde des titres aux dirigeants Nian et que les Nian et les Taïping coopèrent occasionnellement, il n'y a jamais eu de véritable coordination entre les deux rébellions. Les cas dans lesquels des armées Nian se soumettent ou même rejoignent les rangs des Taiping restent rares, car la plupart d'entre elles demeurent des armées de bandits qui ne sont intéressées que par un profit et une survie à court terme.
En 1855, Zhang Luoxing (张洛行, 1811-1863) lance des attaques contre des troupes gouvernementales en Chine centrale. Dès l'été, la rapide cavalerie Nian, bien entraînée et équipée d'armes à feu modernes, coupe les lignes de communication entre Pékin, capitale des Qing, et les armées Qing qui luttent contre les Taiping dans le sud. Les armées Qing sont alors dispersées sur un territoire trop vaste, car elles doivent faire face à plusieurs révoltes en des lieux éloignés, ce qui permet aux armées Nian de prendre le contrôle de vastes territoires et de zones économiques importantes. Les Nian fortifient les villes dont ils se sont emparées et s'en servent comme bases d'où ils lancent des attaques de cavalerie contre les armées Qing. Ceci se traduit par des luttes constantes, qui dévastent les riches contrées du Jiangsu et du Hunan.
En 1856, plusieurs bandes Nian forment une alliance dirigée par Zhang Lexing et s'organisent en une confédération lâche de cinq armées. Chaque armée est identifiée par une bannière de couleur, fonctionne de manière largement autonome et recrute principalement des personnes appartenant à un seul clan,,. En conséquence, chaque armée de bannière s'organise autour d'une zone centrale constituée d'un certain nombre de villages dont les habitants sont apparentés les uns aux autres. En raison de la grande diversité des clans concernés, ces cinq armées sont donc plus ou moins grandes :
- Armée de la bannière jaune, dirigée par Zhang Lexing lui-même : 18 villages[24]
- Armée de la bannière blanche de Kung Teh : 13 villages[24]
- Armée de la bannière rouge de Hou Shih-wei : 12 villages[24]
- Armée de bannière bleue de Han Lao-wan : 6 villages[24]
- Armée de bannière noire de Su T'ien-fu : 100 villages[24]

Bien que Zhang tente d'imposer plus d'ordre et de coordination à l'alliance, il n'obtient qu'un succès limité et des divergences internes font rapidement fait éclater l'alliance, qui est dissoute De facto en 1858.

### Contre-offensive du gouvernement Qing
Au début de 1856, le gouvernement Qing envoie le général mongol Senggelinqin, qui vient de vaincre une grande armée envoyée par les Taiping vers Pékin, pour venir à bout des Nian. L'armée de Senggelinqin reprend de nombreuses villes fortifiées, et détruit la plus grande partie de l'infanterie Nian. Il réussit à tuer Zhang Luoxing lui-même lors d'une embuscade.

### Un nouveau souffle pour les Nian, avec l'arrivée de généraux Taiping
Cependant, fin 1864, la révolte Nian trouve un nouveau souffle quand les chefs Taiping Lai Wenguang (賴文光) (1827-1868) et Fan Ruzeng (范汝增) (1840-1867）arrivent pour prendre le commandement des forces Nian, d'autant que le gros de la cavalerie est resté intact. L'armée de Senggelinqin, essentiellement composée de fantassins, ne peut empêcher la cavalerie Nian de dévaster les campagnes et de lancer des attaques-surprises contre les forces Qing.
À la fin de l'année 1865, Senggelinqin et ses gardes du corps sont pris dans une embuscade tendue par les Nian, et tués à la bataille de Goulawjai, privant le gouvernement Qing de son meilleur général.

### Les Qing reprennent le dessus

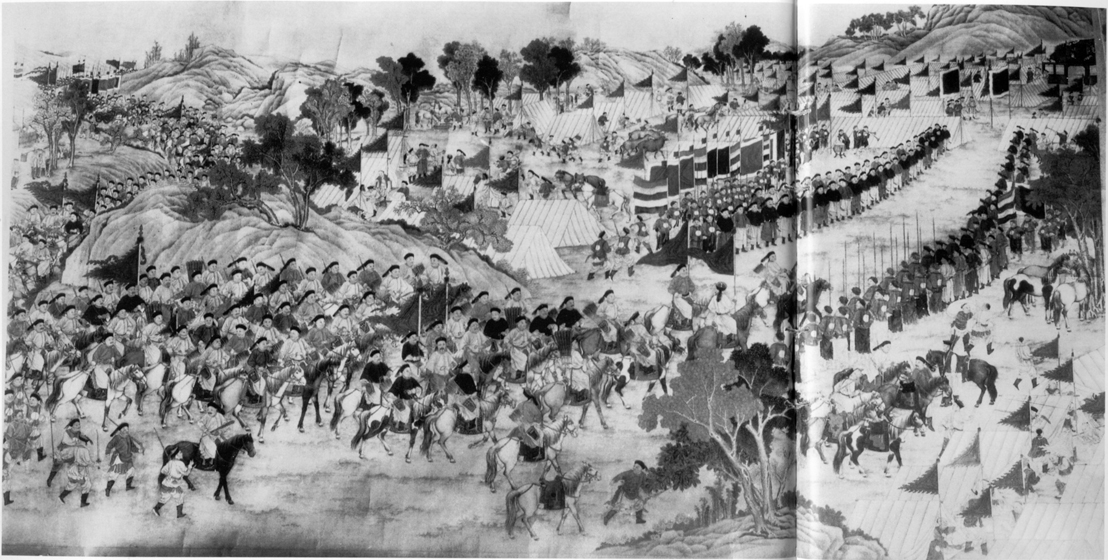
Procession triomphale après la campagne contre les Nian

Le régime Qing fait alors appel au général Zeng Guofan (曾国藩) pour prendre très rapidement (en deux jours) le commandement des forces armées protégeant Pékin, la capitale. Ils lui fournissent une artillerie moderne et des armes, achetées auprès des Européens pour une somme exorbitante. L'armée de Zeng Guofan se met en devoir de creuser des tranchées et des canaux, pour faire obstacle à la mobilité de la cavalerie Nian, méthode efficace, mais lente et coûteuse. Après que l'infanterie Nian réussit à percer ses lignes de défense, le général Zeng Guofan est remplacé à la tête de l'armée Qing par les généraux Li Hongzhang et Zuo Zongtang.
À la fin de 1866, les forces Nian restantes se séparent en deux, avec l'Armée de l'Est, sous le commandement de Lai Wenguang, qui reste positionnée en Chine Centrale, pendant que l'Armée de l'Ouest avance sur Pékin. L'Armée de l'Ouest, sous le commandement de Zhang Zongyu, fils du frère de Zhang Lexing, est vaincue au sud-ouest de Pékin par les troupes Qing, ouvrant ainsi de vastes portions du territoires tenus par les Nian à la contre-attaque des Qing.
À la fin de 1867, les troupes de Li Hongzhang et de Zuo Zongtang ont reconquis la plupart du territoire tenu par les Nian ; puis au début de l'année 1868, les restes de l'armée Nian sont écrasés par une force combinée regroupant des forces gouvernementales et l'Armée toujours victorieuse.

## Armement
Les rebelles Nian sont équipés de pistolets et de fusils, dont des modèles occidentaux modernes, de mousquets et d'une quantité importante de canons pesant jusqu'à plus de 2 000 kg.

## Conséquences
La révolte des Nian ne réussit pas à renverser le gouvernement des Qing en grande partie faute d'avoir fait alliance avec d'autres mouvements rebelles, et tout particulièrement avec les Taiping. Les Nian n'acceptent que du bout des lèvres de reconnaître le Roi Céleste des Taiping, mais refusent d'obéir à ses ordres. Si Nian et Taiping s'étaient alliés, la dynastie Qing auraient été prise en tenaille par ces deux forces, qui auraient constitué une formidable menace, en dépit du soutien des Occidentaux au pouvoir Qing.
Cependant, malgré leur échec, les Nian portent un coup très dur au gouvernement Qing. Les catastrophes naturelles de 1851 et de 1855 ont dévasté les régions les plus riches de la Chine, privant le régime de rentrées fiscales et de droits de douane importants.
Les combats incessants et la tactique de la terre brûlée largement utilisée provoquent d'innombrables morts.
Bien que la révolte des Nian soit moins importante que celle des Taiping, elle obère considérablement les finances de l'État et laisse l'économie de la Chine dans un état précaire.
À plus long terme, la révolte des Nian est un des éléments majeurs qui contribuera à la chute de la dynastie Qing.
Les mots chinois actuels Sing-Lai (信賴) et Sing-Ren (信任), qui signifient « croire », et « avoir confiance » sont peut-être des allusions à Lai Wenkwok et à Ren Zhu, chefs de la révolte Nian.